# Ludwig Ramberg
Ludwig Ramberg (21 février 1874 - 25 décembre 1940) est un chimiste suédois qui découvre en 1940, avec son élève Birger Bäcklund (2 mai 1908 - 21 janvier 1997), la réaction de Ramberg-Bäcklund (en) qui permet la synthèse d'alcènes à partir de sulfones. 
Ludwig Ramberg est né dans la ville suédoise de Helsingborg et étudie à l'université de Lund, où il obtient son doctorat en 1902. Il reste à Lund jusqu'en 1918, date à laquelle il devient professeur à l'université d'Uppsala où il reste jusqu'à sa retraite en 1939. Il meurt à Uppsala en 1940. Il est également membre du comité du prix Nobel de chimie.